# Elles Dambrink
Elles Dambrink (Ouderkerk aan den IJssel, 22 juni 2003) is een Nederlands volleybalspeelster. Ze kwam in Nederland uit voor Laudame Financials VCN en Team 22. Sinds 2022 speelt Dambrink voor het Duitse Schweriner SC.

## Carrière
Elles Dambrink begon haar carrière bij Voleco te Ouderkerk aan den IJssel, waarna ze overstapte naar Laudame Financials VN in Capelle aan den IJssel. Ze kwam vervolgens uit voor Team 22 in Papendal. In januari 2022 tekende ze een contract bij het Duitse Schweriner SC. Op dit ogenblik is zij co aanvoerster bij SSC Schwerin. Bij die club trof Dambrink mede international Indy Baijens.
Dambrink komt ook uit voor de Nederlandse volleybalploeg. Op zeventienjarige leeftijd liet toenmalig bondscoach Avital Sellinger Dambrink al debuteren. 
Op het VNL toernooi wist zij op jonge leeftijd te imponeren.
Via een topklassering op de wereldranglijst wisten Dambrink en haar landgenotes zich te plaatsen voor de Olympische Spelen van 2024. Op 6 juli 2024 werd bekend dat Dambrink door bondscoach Felix Koslowski was opgenomen in de selectie van Nederland op de Olympische Spelen.
Elles Dambrink is tevens werkzaam als lid van de spelersraad van het Nederlands team, heeft haar propedeuse economie behaald aan de Radboud Universiteit, momenteel volgt zij een universitaire studie Informatica.
Elles Dambrink heeft haar sportieve belangen ondergebracht bij Max Agency

## Awards
Clubverband
- 2018:  Nederlandse Beker
- 2019:  Nederlandse Beker
- 2020:  Nederlands kampioen Beach onder 18
- 2022:  Nederlandse Eredivisie team 22
- 2023:  Deutsche bundesliga
- 2023:  Duitse Beker
- 2024:  Deutsche bundesliga
- 2024:  Duitse Supercup
- 2024:  MVP Deutsche bundesliga 23/24
- 2025:  MVP Deutsche bundesliga 24/25
- 2025:  Deutsche bundesliga 24/25

Nationale ploeg
- 2021:  Best server WK U20
- 2021:  Savariacup 2021
- 2023:  Europees kampioenschap 2023